# Орлов Олексій Вадимович
Олексій Вадимович Орлов (рос. Алексей Вадимович Орлов; 21 червня 1988, м. Челябінськ, СРСР) — російський хокеїст, захисник. Виступає за «Сокіл» (Красноярськ) у Вищій хокейній лізі. 
Вихованець хокейної школи «Трактор» (Челябінськ). Виступав за: «Трактор» (Челябінськ), «Зауралля» (Курган).